# Aaron Malinsky
Aaron Malinsky (1966) is een Belgisch rabbijn en docent aan de Universiteit Antwerpen.
Malinsky's vader was van Israëlische afkomst, zijn moeder was Duitse. Aan het begin van de jaren 1950 werden zij naar Antwerpen gezonden om de Joodse scholen daar herop te bouwen. Malinsky identificeert zichzelf als orthodoxe jood en is een groot voorstander van interreligieuze dialoog. Naast zijn taken bij de liturgische diensten in de synagoge, is hij actief in het bestuur van Shomre Hadas, de grootste orthodox-joodse gemeenschap van Antwerpen, en als docent Hebreeuws en Joodse cultuur aan de Universiteit Antwerpen.
In 2005 trad Malinsky voor het boek Trialoog van Jan De Volder in gesprek met katholiek priester Hendrik Hoet en imam Jamal Maftouhi. In 2015 nam hij deel aan de televisiequiz De Slimste Mens ter Wereld. In 2016 was hij samen met imam Brahim Laytouss te gast in het Canvas-programma De Afspraak, in een discussie over de aanvaarding van homoseksualiteit binnen de religieuze gemeenschappen. Malinsky deed daar de uitspraak dat het binnen zijn kringen "ondenkbaar is dat iemand homo wordt", een controversiële stellingname waar hij zich later voor verontschuldigde.Hij schreef ook de Hebreeuwse tekst van het lied 'Eli Azavtani' uit de Studio 100 musical '40-'45.